# Маркус Браун
Маркус Браун (енгл. Marcus Brown; Вест Мемфис, 3. април 1974) бивши је амерички кошаркаш. Играо је на позицијама плејмејкера и бека. Један је од најбољих америчких кошаркаша који су играли у Европи.

## Каријера
Браун је одабран као 46. пик НБА драфта 1996. од стране Портланд Трејлблејзерса. За њих је током сезоне 1996/97. одиграо 21 утакмицу, имајући просечно 4 поена за око 9 минута по мечу. За наредну сезону потписао је са Ванкувер Гризлисима али није одиграо ниједан меч за њих.
Гризлиси су га отпустили током сезоне 1997/1998, а он је потписао за француски По Ортез до краја сезоне. Постизао је просечно 20,5 по мечу у Француској лиги и водио тим до титуле првака. Нажалост због повреде није могао да игра у доигравању.
Целу сезону 1998/99. искористио је да се опорави од повреде колена. Наредну сезону започиње у Детроит Пистонсима, али је одиграо свега шест утакмица пре него што је отпуштен. Поново се враћа у Француску и потписује за Лимож до краја сезоне. Са њима осваја национално првенство, национални куп и куп Кораћа. На крају сезоне проглашен је за МВП-ја лиге међу страним кошаркашима.
Након две сјајне године у Француској, одлучује се за виши корак и потписује за италијански Бенетон Тревизо. Са Бенетоном је први пут заиграо у Евролиги, где је имао просечно 19,9 поена по мечу. Након те сезоне потписује за турски Ефес Пилсен. Током две наредне сезоне са Ефесом, освојио је две титуле првака државе, један национални куп и титулу МВП-ја турске лиге. Такође је уврштен у најбољу другу петорку Евролиге у сезони 2002/03, након што је имао просечно 19,6 поена по мечу.
Након тога одлази у један од најјачих европских тимова ЦСКА Москву, потписавши уговор који га је тада чинио најплаћенијим америчким кошаркашем у Европи. Током две сезоне са ЦСКА поново је био доминантан освојивши два Руска првенства и један национални куп. Такође је током сезоне 2003/04. био уврштен у најбољу прву петорку, а током сезоне 2004/05. у најбољу другу петорку Евролиге.
Наредне две године своје каријере проводи у шпанској Уникахи. Помогао је тиму из Малаге да стигне до прве титуле шпанског првака у историји, током сезоне 2005/06. Након две године у Малаги, одлази у литвански Жалгирис. Са њима у сезони 2007/08. осваја три трофеја (Национално првенство, куп и Балтичку кошаркашку лигу). Такође је проглашен за МВП-ја финала плејофа.
Наредну сезону проводи у Макабију из Тел Авива, са којима осваја титулу шампиона Израела. Године 2009. се враћа у Жалгирис, за који је играо до краја каријере 2011. године.
25. новембра 2009. постао је један од само четворице играча који су дали више од 300 тројки у Евролиги од 2000. године.